# AlternativaPlatform
AlternativaPlatform (рос. Альтернатива Платформ) — міжнародна група компаній, що розробляє та підтримує багатокористувацькі онлайн-ігри та сервіси.
У флагманський проєкт Альтернативи, «Танки Онлайн», щомісячно грають 5 мільйонів чоловік з 50 країн світу. Продукт визнано найпопулярнішою браузерною грою 2013 і 2014 років у Росії.
Компанія розробила графічний рушій Alternativa3D (що дозволяє працювати з тривимірною графікою та фізикою на Flash), фізичний рушій AlternativaPhysics, бібліотеку AlternativaGUI та високопродуктивну серверну частину AlternativaCore, які дозволяють створювати унікальні браузерні ігри, застосунки для соціальних мереж, промопроєкти та демонстрації. Компанія поширює свої продукти безкоштовно.
Основний офіс розробки знаходиться у Пермі, наразі в ньому працюють понад 75 чоловік. Також створено компанію у Шанхаї — Alternativa China, що займається адаптацією та виводом ігор на китайський ринок. Окрім того, є офіси у Вільнюсі та Мальті.

## Історія
Історія компанії AlternativaPlatform почалася у 2006 році, коли вебстудія «Група товаришів [Архівовано 26 червня 2016 у Wayback Machine.]» розпочала роботу над грою «Альтернатива» (онлайн-симулятор реального життя, що працює на Flash). Для створення гри знадобилася розробка принципово нових технологій. Так почалася робота над рушієм Alternativa3D. 1 грудня 2006 року було зареєстровано нову юридичну особу — ТОВ «Альтернатива». У 2007 році співробітники компанії остаточно відмовилися від розробки сайтів і цілком сконцентрувалися на роботі над новим проєктом (грою «Альтернатива» та рушієм для неї).
Рушій Alternativa3D отримав високу оцінку професійної спільноти, отримав нагороди в номінаціях «3D» і «Технічна заслуга» на Russian Flash Awards 2008. До того часу стало зрозуміло, що створена платформа стала унікальним продуктом, що не мав аналогів. Тому керівництво компанії змінило пріоритети, вирішивши сконцентруватися саме на подальшому розвиткові технології та її продажів. Однак просування платформи виявилося комерційно невигідним.
Для участі в конференції Adobe MAX 2008 року компанія підготувала кілька демонстраційних роликів і прототипів ігор, створених із використанням усіх технологічних рішень «Альтернативи».
Однією з них були «Танки» — прототип онлайн-екшну в 3D. Несподівано саме проєкт «Танки» привернув увагу не тільки професійної спільноти, а й широких мас Інтернет-аудиторії.
В умовах економічної кризи, що почалася в 2008 році, та серйозних матеріальних ускладнень, яких зазнавала компанія до початку 2009 року, було вирішено кинути всі сили на створення повноцінної гри на основі прототипу «Танків». Уже в травні 2009 році почалося закрите бета-тестування гри, а на початку червня проєкт перейшов до стану відкритого тестування. Ця подія і вважається початком історії «Танків Онлайн», що й досі є головним проєктом компанії.

## Проєкти

### Tanki X
Новий проєкт компанії. Ігровий процес і механіка гри успадковуються з «Танків Онлайн»; порівняно з останніми має багато переваг, однією з яких є графіка, адже розробка ведеться на платформі Unity3D. Перші згадки про проєкт з'явились у 2013 році, але на даний час проєкт закрився.

### Танки Онлайн
Ключовий проєкт компанії — багатокористувацький браузерний 3D-екшн «Танки Онлайн». Це перша у світі тривимірна браузерна гра, створена на Flash. Її було запущено у червні 2009 році. Станом на лютий 2014 року кількість реєстрацій у проєкті сягає майже 42 мільйонів. Також це єдиний проєкт "Alternative Platform" який підтримується на сьогоднішній день.

### Combat Sector
Браузерний онлайн-шутер у футуристичній стилістиці, де гравці б'ються один з одним, управляючи закутими у броню піхотинцями. Гру розроблено з використання технологій Alternativa3D, AlternativaCore, AlternativaGUI і AlternativaPhysics. Проєкт більше не підтримується.

### RealtimeBoard
Спільний проєкт із компанією Multivitamin. Браузерна MMO-дошка у форматі Whiteboarding, що дозволяє працювати зі всіма форматами медіа-контенту на єдиній нескінченній канві. На даний момент аудиторія RealtimeBoard нараховує понад 600000 користувачів. Але Проєкт більше не підтримується.

## Нагороди
| - 2009 — «Найкраща технологія» за гру «Танки Онлайн» - 2009 — «Найкраща гра без видавця» за гру «Танки Онлайн» - 2011 — «Найкраща технологія» за рушій Танки Онлайн | - 2008 — «Технічна заслуга» за рушій Alternativa3D - 2008 — «3D» за рушій Alternativa3D - 2009 — «Технічна заслуга» за гру «Танки Онлайн» - 2009 — «Гра» за Гру про ялинку - 2010 — «Технічна заслуга» за рушій Alternativa3D | - 2013 — «Гра Рунету» за гру «Танки Онлайн» у номінації «Народний лідер» - 2014 — «Гра Рунету» за гру «Танки Онлайн» у номінації «Народний лідер» |

## Конференції
| - Adobe MAX 2008 - КРІ 2009 - iTSea 2009 - RAFPUG 2009 - КРІ 2010 - RAFPUG 2010 - Adobe MAX 2010 - Casual Connect Kyiv 2011 - КРІ 2011 - iTSea 2011 - E3 - AgileDays 2013 Moscow | - Adobe MAX 2011 - GDC Europe 2011 - Flash Gamm — AlternativaPlatform щорічно є активним учасником і спонсором конференції |